# Cabo Humboldt
O Cabo Humboldt (Cable Humboldt em espanhol) é um cabo submarino por fibra óptica planejado que conectará o Chile à Austrália, tornando-se o primeiro elo entre a América do Sul e a região da Ásia-Pacífico .  
Desde 2025, o plano é construtir um cabo de 14,800 quilômetros (9,196 mi) que vai de Valparaiso, no Chile, até Sydney, na Austrália, passando pela Polinésia Francesa.

## História
A proposta de estabelecer uma conexão direta por fibra óptica entre a América do Sul e a Ásia foi apresentada durante o segundo mandato de Michelle Bachelet no Chile, entre 2014 e 2016.  Em 2017, a Subsecretaria de Telecomunicações do Chile (Subtel), com o apoio do Banco de Desenvolvimento da América Latina e do Caribe (CAF), realizou um estudo de pré-viabilidade com colaboração com a empresa chinesa Huawei, que identificou três rotas possíveis a partir do Chile, todas com destino final em Xangai: Auckland–Sydney–Xangai, Taiti–Xangai e Auckland–Xangai.  O estudo concluiu que a rota Valparaíso–Sydney era a alternativa mais viável.
No entanto, um ano depois, a Austrália vetou a participação da Huawei em suas redes 5G planeadas.  Em 2019, o governo chileno enfrentou pressão política dos Estados Unidos, incluindo uma visita do então Secretário de Estado norte-americano, Mike Pompeo, para que evitasse contratar a Huawei na implementação da tecnologia 5G, como parte de uma campanha de Washington "contra a empresa chinesa e o risco de Pequim coletar dados sensíveis". 
Em 2021, a empresa estatal chilena «Desarrollo País» passou a liderar o projeto, lançando no ano seguinte uma convocatória internacional para validar os custos atualizados do sistema. Dois anos depois, foi firmado um memorando de entendimento com o Google, estabelecendo as bases da parceria.  
Após a Cimeira de Líderes das Américas de 2024, realizada nos Estados Unidos,  a parceria foi oficialmente anunciada pelo governo chileno em janeiro de 2024. Na ocasião, foi comunicado que o cabo teria uma capacidade de 144 terabits por segundo e uma vida útil estimada em 25 anos.  Em junho de 2025, Chile e Google firmaram um acordo para a instalação do cabo submarino de fibra óptica. A previsão é de que as operações comecem em 2027. 
Desde junho de 2025, Google investiu entre 300 e 550 milhões de dóalres no projeto, enquanto o governo chileno comprometeu-se com um aporte de 25 milhões de dólares. Desarrollo País e Google  deterão, cada um, 50% de participação na joint venture.

## Pontos de aterrissagem propostos
1. Valparaíso, Chile
2. Polinésia Francesa
3. Sydney, Austrália